# Ibn Shuhayd
Ahmad Abū 'Āmir ibn Šuhayd de Córdoba o en árabe original أبوعامر ابن شهيد (Córdoba, 992-1035) fue un poeta hispanoárabe de linaje aristocrático árabe vinculado a la dinastía omeya, e hijo de un ministro de Almanzor, es autor de poesía áulica, al servicio de los distintos califas y gobernantes de Córdoba que siguieron a la crisis del Califato de Córdoba, y cultivó también otros géneros, como la elegía, la sátira, el poema báquico o el descriptivo.

## Biografía
La obra de Ibn Šuhayd se conserva en antologías y en su libro de teoría y crítica literaria Risālat al-tawābi' wa-l-zawābi (Epístola de los genios, c. 1013-1017), que a su vez es una antología de los poetas árabes anteriores a él y de sus propios poemas, en forma de un viaje sobrenatural, semejante a la Comedia de Dante Alighieri, en que habla a los daimones de diversos poetas. Es una obra sobre crítica literaria, para competir con Oriente. Se le asocia con el estoicismo senequista por su poesía culta y original, que defiende la predisposición natural del poeta desde su nacimiento.  Víctima de sus sátiras fue Ibn al-Hannât (m. 1045).
La Epístola de los genios es una de las obras maestras de la literatura andalusí, tanto por su contenido como por su forma y por su particular originalidad. La anécdota argumental parte de un viaje al país imaginario donde habitan los genios que inspiran a los grandes escritores de la literatura árabe. Sobre este cañamazo, Ibn Šuhayd hace un repaso a las teorías literarias y a sus gustos personales, de gran originalidad para su época. Fue compuesta hacia 1025, en plena crisis política en al-Ándalus, y muestra un espíritu crítico, inconformista, que cuestiona muchas de las ideas recibidas y transmitidas por la filología de su tiempo. Así los filólogos son los peor parados, frente al criterio de los grandes poetas que, según él, conocen mejor los secretos de la escritura poética al haber tenido que resolver las grandes dificultades que exige la composición de poemas en la literatura árabe. Y todo ello a causa de que la escritura de la poesía árabe requiere resolver multitud de problemas técnicos: desde necesidades de estructura, servidumbres de la rima, rigor en la medida de los pies debido a la métrica cuantitativa y reiteración de lugares comunes sin caer en el plagio, lo que hacían de la poesía una disciplina extremadamente exigente y muy apreciada por la sociedad islámica.
Tuvo fama de hombre disoluto, aunque dotado de extraordinario talento. Sus biógrafos nos transmiten su interés por lo burlesco y su facilidad para la comicidad satírica. Muestra de ello es un opúsculo suyo que desvela los trucos empleados por timadores, truhanes, adivinos profesionales y otros mendigos marginales que se aprovechaban de la credulidad de la gente. Este librito titulado Kitāb al-nāranchiyyāt es un recetario de química recreativa para ilusionistas, donde explica cómo introducir huevos en botellas, encender una lámpara en el agua o arrojar un recipiente de cristal sin que se rompa. También se encuentran allí remedios populares contra la embriaguez o las plagas de animales domésticos. Parece que esta obra estaba incluida dentro de un proyecto más amplio en el que desmontaba la existencia de demonios con capacidad para actuar en el mundo de los hombres, lo que llevaría a la obra a un contenido filosófico, según los criterios de esta época. Es la primera muestra de picaresca en un autor andalusí, y sería imitada por autores posteriores como las maqamas de Al-Hamadani y Al-Hariri y en obras en prosa como el Kašf al-asrār de Al-Chaubari, que trazaban retratos de los bajos fondos cuyos rasgos serían utilizados en las obras de teatro de sombras de Ibn Daniyal en los siglos XIII y XIV.
La genialidad de carácter de Ibn Šuhayd y sus originales opiniones sobre crítica literaria, junto con su indudable magisterio poético le hicieron ser considerado en su época como uno de los más grandes líricos y filólogos de al-Ándalus, siendo un modelo para todas las generaciones posteriores. Su dominio de las aliteraciones y de los cambios de ritmo sorprendentes, que potencia el contenido extraordinariamente, le permiten lograr una perfecta adecuación armónica entre la forma y el fondo capaz de transformar en poesía el tema más trivial. Además, en su obra poética, se aprecia siempre ese soplo de vida característico de esta etapa, que podríamos considerar barroca, de la poesía árabe, e inició con ello un camino que seguirán autores posteriores como Ibn Zaydún. Este aliento de vida se observa en la pasión con que arremete contra sus críticos y enemigos o en la elegía por la ruina de la capital del califato, Córdoba.
Quizá su temprana muerte a los cuarenta y tres años impidió que desarrollara toda su capacidad como poeta. Él mismo lo intuyó, cuando hace decir al genio del gran Al-Mutanabbi en su Epístola de los genios tras escuchar los poemas del propio Ibn Šuhayd las siguientes palabras: «Si se prolongaran las etapas de su vida, no hay duda de que llegaría a echar por la boca perlas; pero estoy seguro de que morirá pronto, porque tiene una inteligencia como un ascua, y una voluntad que colocará sus pies sobre la frente de la luna.»